# Frau bei ihrer Toilette (Steen)

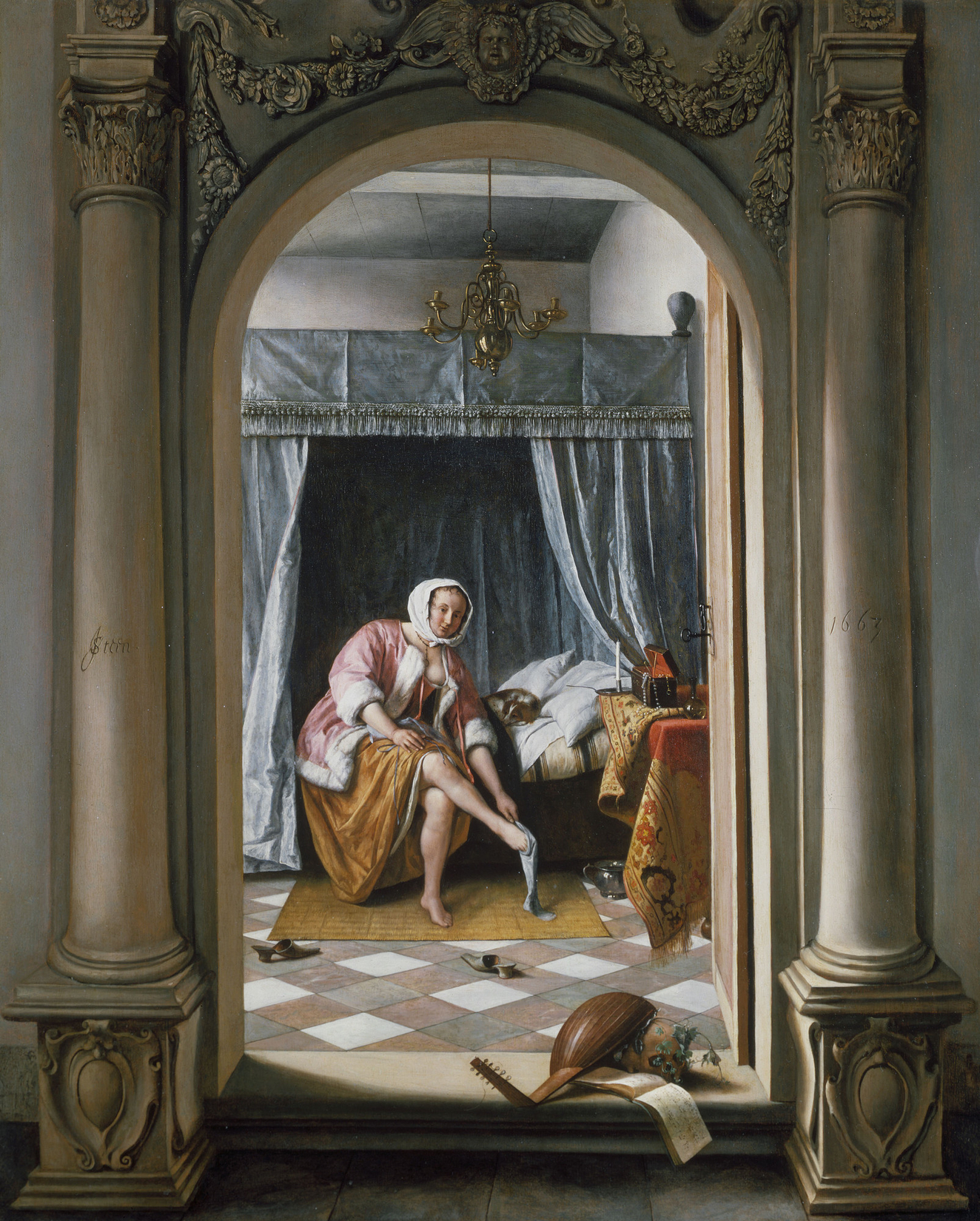
A Woman at her Toilet – RCIN 404804 – Royal Collection

Eine Frau bei ihrer Toilette ist ein Ölgemälde des niederländischen Malers Jan Steen. Es wurde auf 1663 signiert bzw. datiert, und befindet sich in der britischen Royal Collection. Es hat die Maße 65,8 × 53,0 cm und der Bilderrahmen misst 82,6 × 69,4 × 6,0 cm.

## Beschreibung
Das Gemälde zeigt eine teilweise entkleidete junge Frau, die sich einen Strumpf anzieht. Ihre Jacke ist geöffnet und ihre Schuhe sind auf dem Boden verstreut. Ein Schoßhund liegt auf ihrem ungemachten Bett, an dem sich ein Nachttopf befindet. Die Figur ist verführerisch und schaut den Betrachter mit einem einladenden Gesichtsausdruck direkt an. Ihr Schlafraum öffnet sich hinter einer imposanten gewölbten Tür zwischen zwei Säulen mit korinthischen Kapitellen auf mit Kartuschen verzierten Sockeln. Der Türbogen ist mit Ranken und einem weinenden Cherub geschmückt. Der Betrachter selbst wird dem Raum ferngehalten.
Der Einfallsreichtum des Künstlers erstreckt sich von den Bildern auf ein Wortspiel: Das niederländische Wort für Strumpf (kous), das für Unzucht verwendet wird, und das niederländische Wort für Nachttopf (piespot), ergeben pieskous – im Slang ein abwertendes Wort für Frauen.
In der linken Spalte signiert: JSteen (JS im Monogramm) und in der rechten Spalte datiert: 1663. Um die Bedeutung der Unterschrift des Künstlers auf der Säule zu erkennen, muss man wissen, dass „Steen“ auf Niederländisch „Stein“ bedeutet.

## Interpretation
Der deutliche und bewusste Kontrast zwischen Innen und Außen, lässt die Szene eindeutig als allegorisches Gemälde erkennen: Der gewölbte Eingang ist eine Schwelle, die kein vernünftiger Mensch überschreiten sollte, wie stark die Versuchung auch sein mag. Sein Bogen zeigt die Symbolik der Sonnenblume (Beständigkeit), der Weinreben (häusliche Tugend) und des weinenden Cherubs (züchtige profane Liebe), was die moralische Redlichkeit repräsentiert. Im Raum wird der Betrachter mit einer Vielzahl von Vanitas-Motiven konfrontiert: einer Laute mit gerissener Saite, einem mit einer Rebe verflochtenen Totenschädel, einer Kerze mit erloschener Flamme und einer Schmuckschatulle mit weit geöffnetem Deckel. All dies symbolisiert die vorübergehenden Auswirkungen fehlgeleiteten sinnlichen Vergnügens. Sogar das Anziehen eines Strumpfes hatte eine klare Botschaft, die im Emblembuch Sinnepoppen von Roemer Visscher (1614) zu finden ist: Ungestümes Verhalten wie zu schnelles Anziehen eines Strumpfes könnte dazu führen, dass er gelöchert wird, genauso wie das Nachgeben der Sinnlichkeit zum Ruin führen könnte. Steen impliziert, dass mit dem Durchqueren des Türbogens der Verlust der Tugend riskiert würde. Es ergibt also den Sinn, dass das Innere die heidnische Liebe und das Äußere die spirituelle Liebe bedeutet.